# Cybianthus penduliflorus
Cybianthus penduliflorus är en viveväxtart som beskrevs av Carl Friedrich Philipp von Martius. Cybianthus penduliflorus ingår i släktet Cybianthus, och familjen viveväxter. Inga underarter finns listade i Catalogue of Life.